# Sân bay quốc tế Subic Bay
Sân bay quốc tế Subic Bay (Tiếng philippin: Paliparang Pandaigdig ng Look ng Subic) hoặc SBIA (IATA: SFS, ICAO: RPLB) phục vụ như một sân bay thứ cấp và sân bay chính của sân bay quốc tế Ninoy Aquino. Đây cũng là sân bay phục vụ khu vực Subic Bay Freeport Zone, khu đô thị của Morong, Bataan và khu vực chung của Olongapo ở Philippines. Sân bay này trước đây là Trạm Không quân Hải quân Cubi Point của Hải quân Hoa Kỳ.

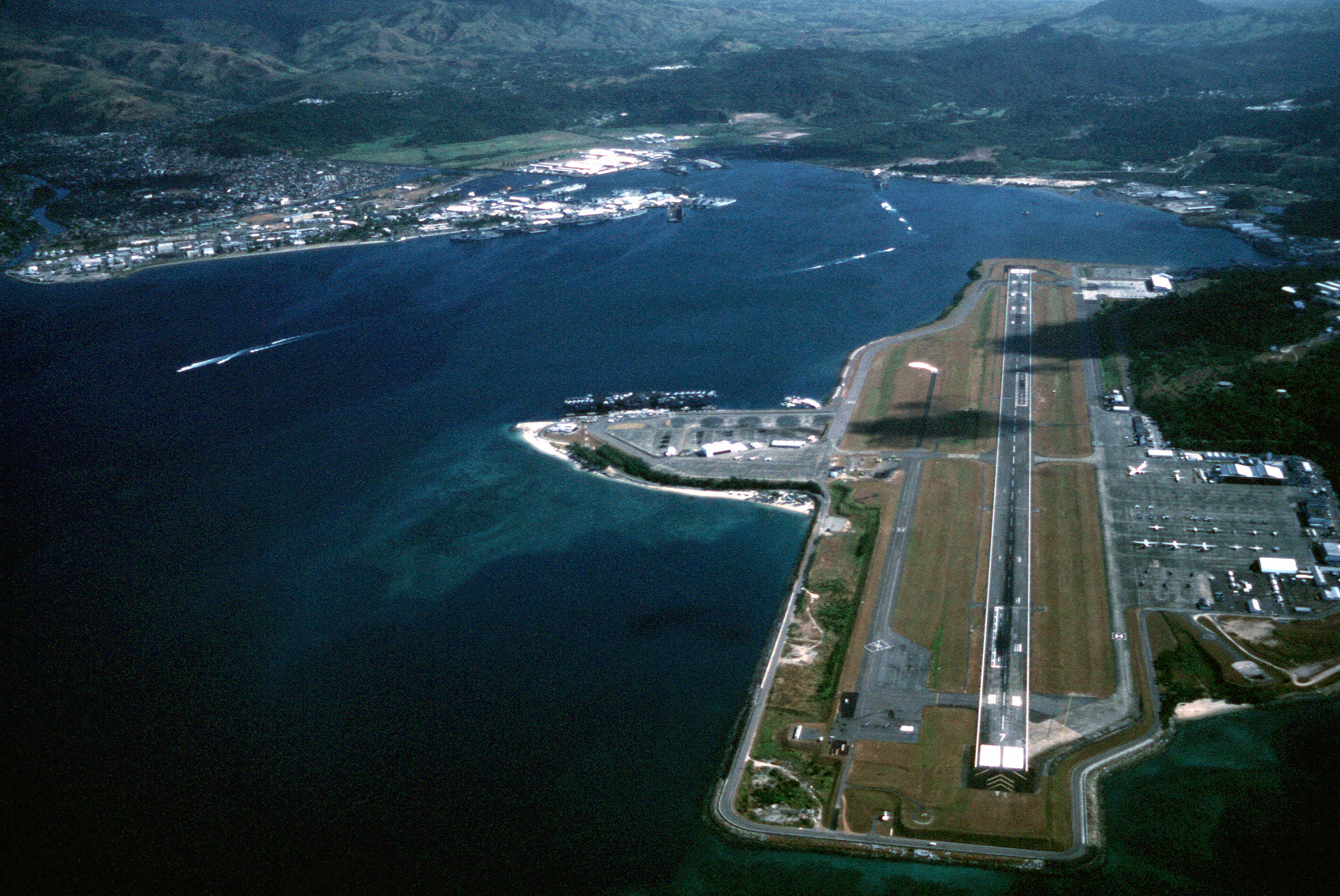
Sân bay Quốc tế Subic Bay

## Các hãng hàng không và điểm đến
| Hãng hàng không | Các điểm đến       |
| --------------- | ------------------ |
| Air Juan        | Manila-CCP Complex |

### Hãng hàng không vận tải
Dịch vụ chuyển phát nhanh FedEx đã dừng hoạt động tại Subic Bay vào ngày 6 tháng 2 năm 2009, đây là trung tâm đầu tiên bị đóng cửa trong lịch sử của FedEx. Các cơ sở đã được chuyển đến sân bay quốc tế Bạch Vân Quảng Châu ở Trung Quốc, trong khi các hoạt động diễn ra trên mặt đất và kỹ thuật đã được chuyển đến sân bay quốc tế Clark ở Clark Freeport Zone. FedEx's support company, Corporate Air, ceased all operations after the hub closure.

### Trường không quân
- APG International Aviation Academy
- Aero Equipment Aviation Inc.
- ACE Pilots Aviation Academy
- OMNI Aviation Corporation
- Asian Institute Of Aviation
- Alpha Aviation Group

Sân bay đồng thời là cơ sở của trường bay Aeroflite Aviation Corp từ năm 2006. Aeroflite sử dụng đoạn đường nối Midway làm đường dốc đỗ máy bay. Các chuyến bay huấn luyện được cất cánh hàng ngày trừ các ngày lễ và miễn là VFR tại sân bay quốc tế Subic Bay mở cửa. Trường bay có một đội máy bay gồm 150 chiếc Cessna 150, 152, 172, Piper Seneca và Beechcraft Baron 58. Việc huấn luyện bay tại sân bay Subic được thực hiện dưới không phận được kiểm soát, nơi thông tin vô tuyến là rất quan trọng.

## Cơ sở vật chất của sân bay
Sân bay Quốc tế Subic Bay sở hữu các tiện nghi hiện đại, bao gồm:
- Nhà ga hành khách rộng 10.000 mét vuông, với 2 cổng vào
- 2 đường băng
- Truyền hình mạch kín (CCTV)
- Đường băng 9000 foot
- Ramp quân sự (Southwest Ramp) đang được sử dụng bởi các lực lượng vũ trang Hoa Kỳ như một phần của Hiệp định Hợp tác Quốc phòng Tăng cường (EDCA) giữa Philippines và Hoa Kỳ.

## Sự kiện
Sân bay quốc tế Subic Bay đã đón một số lượng lớn phi cơ lớn trong Hội nghị thượng đỉnh APEC lần thứ VII vào năm 1996. Bao gồm một chiếc Airbus A340-200 của hãng Hàng không Hoàng gia Brunei, một chiếc Boeing 747-400 của Không quân Nhật Bản, một chiếc Không lực số một, một cheiesc Boeing 747-200B, cùng những chiếc phi cơ khác.